# زمین‌لرزه ۱۹۴۷ ژاپن
زمین‌لرزه ژاپن در تاریخ ۲۶ سپتامبر ۱۹۴۷ میلادی، برابر با ‎۳ مهر ۱۳۲۶، ساعت ۱۶:۰۱:۵۷ به زمان یوتی‌سی در ژاپن رخ داد. ژرفای این زلزله ۱۱۰ کیلومتر بود. بزرگی آن ۷٫۴ در مقیاس mB اعلام شده‌است. زمین‌لرزه به وقت محلی در روز شنبه، ساعت ۱ روی داده و منطقه زمانی آن یوتی‌سی +۹ بوده‌است .
شمار کشتگان زلزله حدود ۵ نفر بوده‌است.